# Янушкявичюс, Роман
Роман Янушкявичюс (лит. Romanas Januškevičius, род. 10 июля 1953 года, Вильнюс) — литовский математик, педагог. Доктор физико-математических наук, профессор. Кавалер ордена святого благоверного князя Даниила Московского III степени.

## Ранний период
В 1960—1971 годах учился в средней школе в Вильнюсе, затем в 1971—1976 продолжил учёбу в Вильнюсском университете на факультете математики и механики, в 1976—1978 стажировался в Москве, в Математическом институте им. В. А. Стеклова, где под руководством профессора Владимира Михайловича Золотарёва написал и в 1978 году защитил кандидатскую диссертацию «Исследование устойчивости в некоторых задачах характеризации распределений» (ВАК 01.01.05 — Теория вероятностей и математическая статистика). Основным результатом этой диссертации явилась работа автора , в которой рассматривалась устойчивость разложений вероятностных распределений на компоненты. Замечательная теорема Г. Крамера о возможности разложения нормального распределения на компоненты лишь нормальных распределений породила многочисленные и разносторонние исследования. Например, это были прямые обобщения теоремы Г. Крамера на более широкий класс распределений (Д. А. Райков, Ю. В. Линник и др.).
Теорема Г. Крамера и теорема Д. А. Райкова о разложении на компоненты нормального и пуассоновского распределений представляют собой типичные теоремы о характеризации распределений. Имея в виду как упомянутые выше теоремы Г. Крамера и Д. А. Райкова, так и более поздние результаты Ю. В. Линника и его последователей естественно ожидать, что близость вероятностных распределений Р=P’*P" и Q=Q’*Q", рассматриваемая в какой-то выбранной метрике, будет обеспечивать близость их компонент Р’ и Q’, если разложение Q выполнено нужным образом. Эффекты такого рода называются устойчивостью разложений распределений на компоненты, при этом меру устойчивости можно выбрать различными способами. Возникает естественный вопрос: какова зависимость этой выбранной меры устойчивости от вида распределения Q? Возможно, что она обусловлена разложимостью Q, степенью убывания «хвостов» распределения Q и т. д. Исследованию этих проблем и посвящена работа Р. Янушкявичюса и её уточненный автором перевод.

## Трудовая деятельность и научные интересы
После завершения стажировки в 1976—1978 в Москве с 1978 по 2006 работал научным работником в Институте математики и информатики в Вильнюсе.
В 1993 году защитил докторскую диссертацию «Устойчивость характеризаций вероятностных распределений», опубликованную в качестве монографии. Задачи характеризации вероятностных распределений составляют значительный по разнообразию и объёму накопленных фактов раздел теории вероятностей и математической статистики. Однако проверка условий той или иной характеризационной задачи на практике возможна лишь с некоторой степенью точности. Такая ситуация, например, наблюдается в тех случаях, когда рассматривается выборка конечного объёма. Поэтому возникает следующий естественный и весьма актуальный вопрос. Предположим, что предпосылки теоремы выполнены не точно, а лишь приближенно. Можно ли утверждать, что заключение теоремы также приближенно выполнено? При решении этих проблем особое место отведено уравнению свертки. Решениям неоднородных уравнений свертки на полупрямой и их применениям для построения оценок устойчивости в характеризационных задачах посвящена одна из основных работ автора. В 2014 году свое исследование устойчивости характеризаций вероятностных распределений автор завершил в монографии.
С 1997 года — профессор Вильнюсского педагогического университета, с 2001 по 2011 г. — председатель финансовой комиссии Сената этого университета, с 2001 г. на протяжении 16 лет — заведующий математической кафедры, трижды реорганизуемой и менявшей свое название. В 2002 году присвоено учёное звание — профессор.

## Сферы просвещения и духовности
Р. Янушкявичюс написал ряд учебников и учебно-методических пособий по теории вероятностей и математической статистике (см.,). Однако главный акцент педагогической деятельности Р. Янушкявичюса — подготовка учителей математики и информатики. Он является руководителем первого программного комитета так называемого «двойного бакалавра математики и информатики». В этой программе 90 ECTS кредитов из 240 выделяются математике, столько же — информатике, а остальные 60 кредитов — педагогическим дисциплинам. Абсольвенту, собравшему 240 кредитов, присуждается степень бакалавра «педагогики предмета, математики и информатики» и квалификация педагога. Такая «двойная» квалификация предоставляет возможность работать не только учителем математики, но и учителем информационных технологий, позволяет выпускникам лучше адаптироваться к изменениям на рынке труда и таким образом повышает шансы на трудоустройство.
Р. Янушкявичюс большое внимание уделяет сфере православного просвещения. В 1991 году православные верующие Литвы зажили по новому календарю. Отпечатанный в блокадном для Литвы 1990-м году тиражом 35 тысяч экземпляров в Каунасе, отрывной «Православный календарь. 1991» открыл новую страницу в истории Виленско-Литовской епархии. Составитель этого календаря — Роман Янушкявичюс — стал автором и первых в постсоветской Литве православных календарей , , , , , изданных уже в формате учебника, причем был переиздан в Свято-Троицкой Сергиевой Лавре.
Что такое человек? В чём подлинное назначение короткой человеческой жизни? Что же будет после смерти? Неужели после смерти все кончится? Или, наоборот, все только начнется? Существуют ли абсолютные законы человеческого бытия? Где пролегает граница между добром и злом? И почему в мире так много несправедливости? Этим вопросам посвящена книга Романа Янушкявичюса и Ольги Янушкявичене «Основы нравственности (недоступная ссылка)» (8-е издание. Издательство Про-Пресс, 512 стр., Москва, 2011. Выпущено по благословению Святейшего Патриарха Московского и всея Руси Алексия II). Книга переведена на украинский язык , .

## Факты и награды
1992—2010 годах как советник и личный секретарь митрополита Вильнюсского и Литовского Хризостома Р. Янушкявичюс принимал активное участие в денационализации православной недвижимой собственности в Литве. Архиепископ Вильнюсский и Литовский Хризостом в своем рапорте Патриарху Московскому и всея Руси Алексию II от 13 июня 1997 года написал: «Почтительно прошу Ваше Святейшество удостоить Патриаршей награды Романа Владиславовича Янушкявичюса, который более семи лет усердно трудится во благо православия в Литве и Свято-Духова монастыря, особенно по возврату его собственности… Он был автором православного календаря, издаваемого Свято-Духовым монастырем. Роман — соавтор учебника по христианской нравственности для учащихся старших классов…»
Патриарх Алексий II во время визита в Вильнюс 25-27 июля 1997 года лично вручил Р. Янушкявичюсу орден Святого Даниила Московского III степени за усердные труды во благо Православия в Литве в деле возрождения духовности. В апреле 2018 года после молебна в память преставления святителя Тихона был награждён юбилейной медалью Патриарха Кирилла.